# 天皇賞

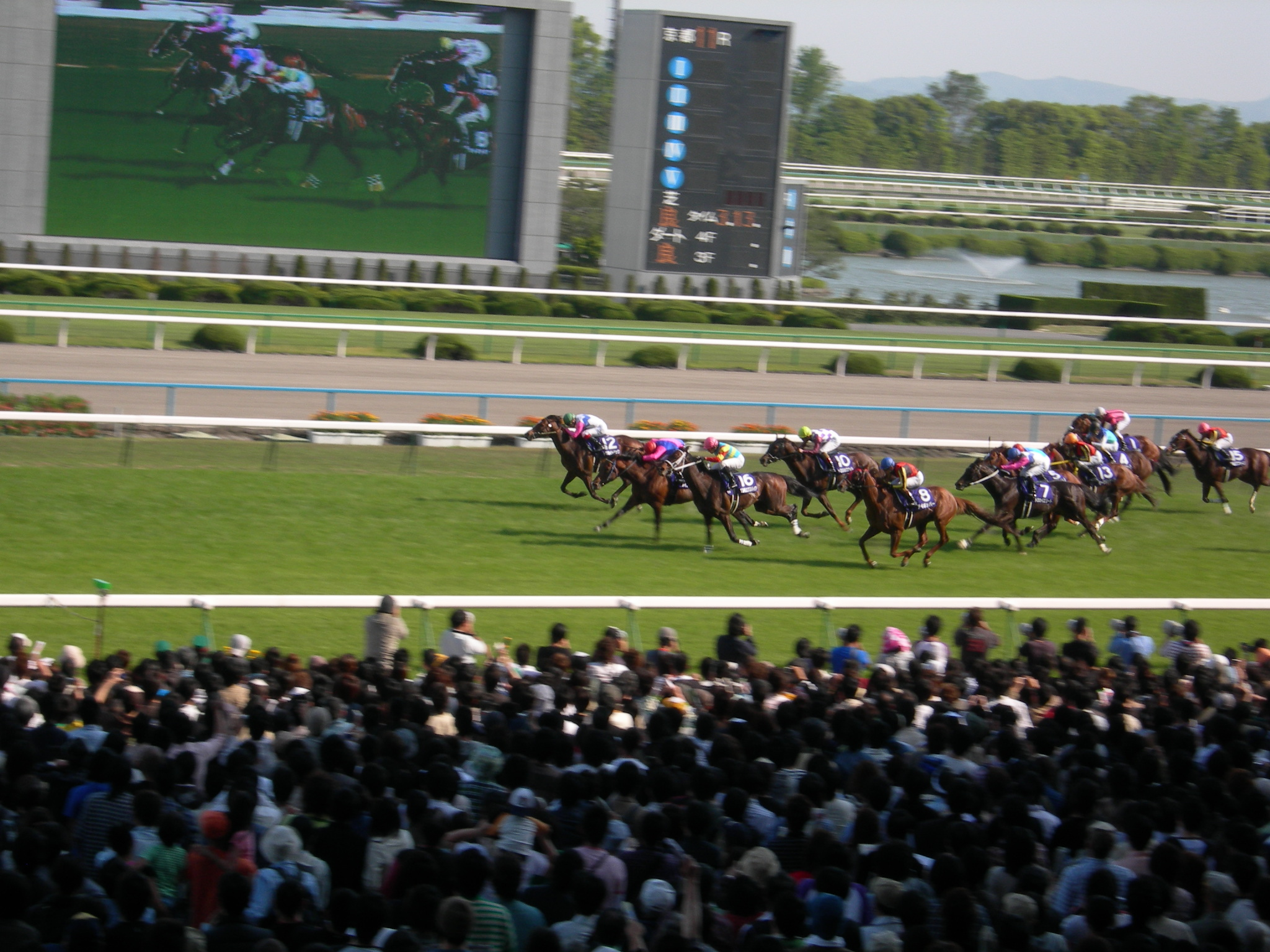
ゴール前の直線（第135回天皇賞(春)）

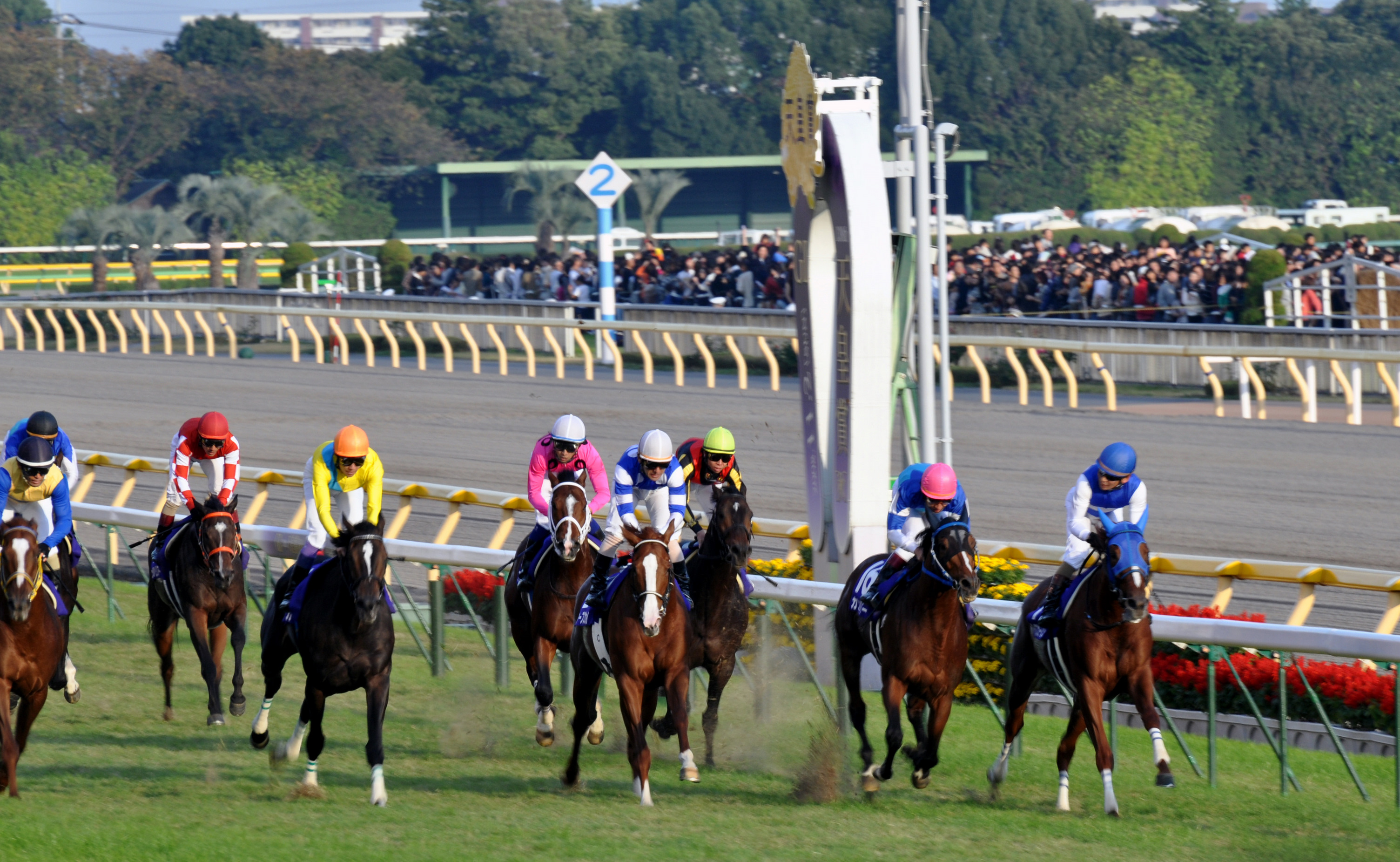
ゴールの瞬間（第138回天皇賞(秋)）

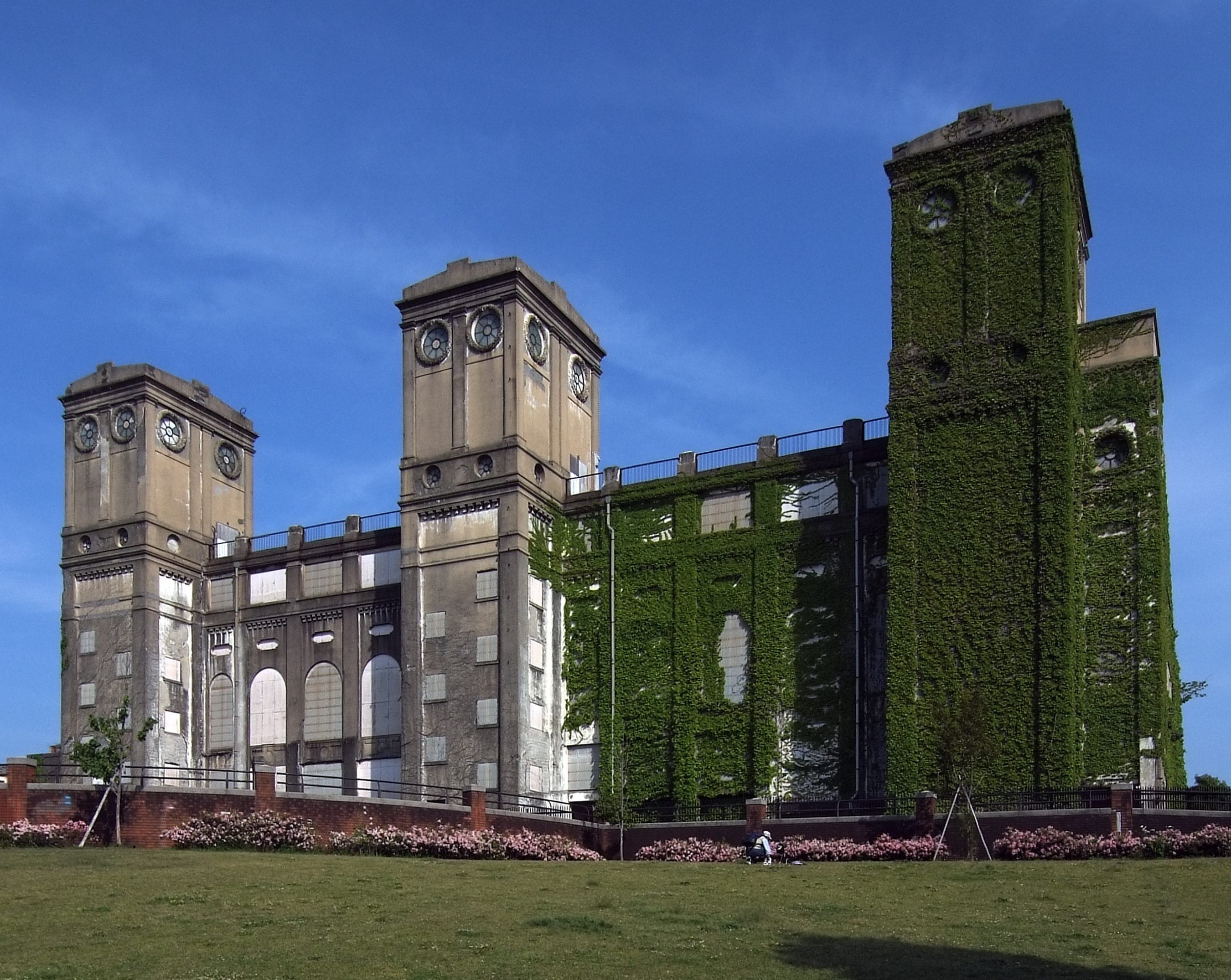
天皇賞の前身とされる「エンペラーズカップ」が行われていた横浜競馬場（・根岸森林公園、根岸競馬記念公苑）

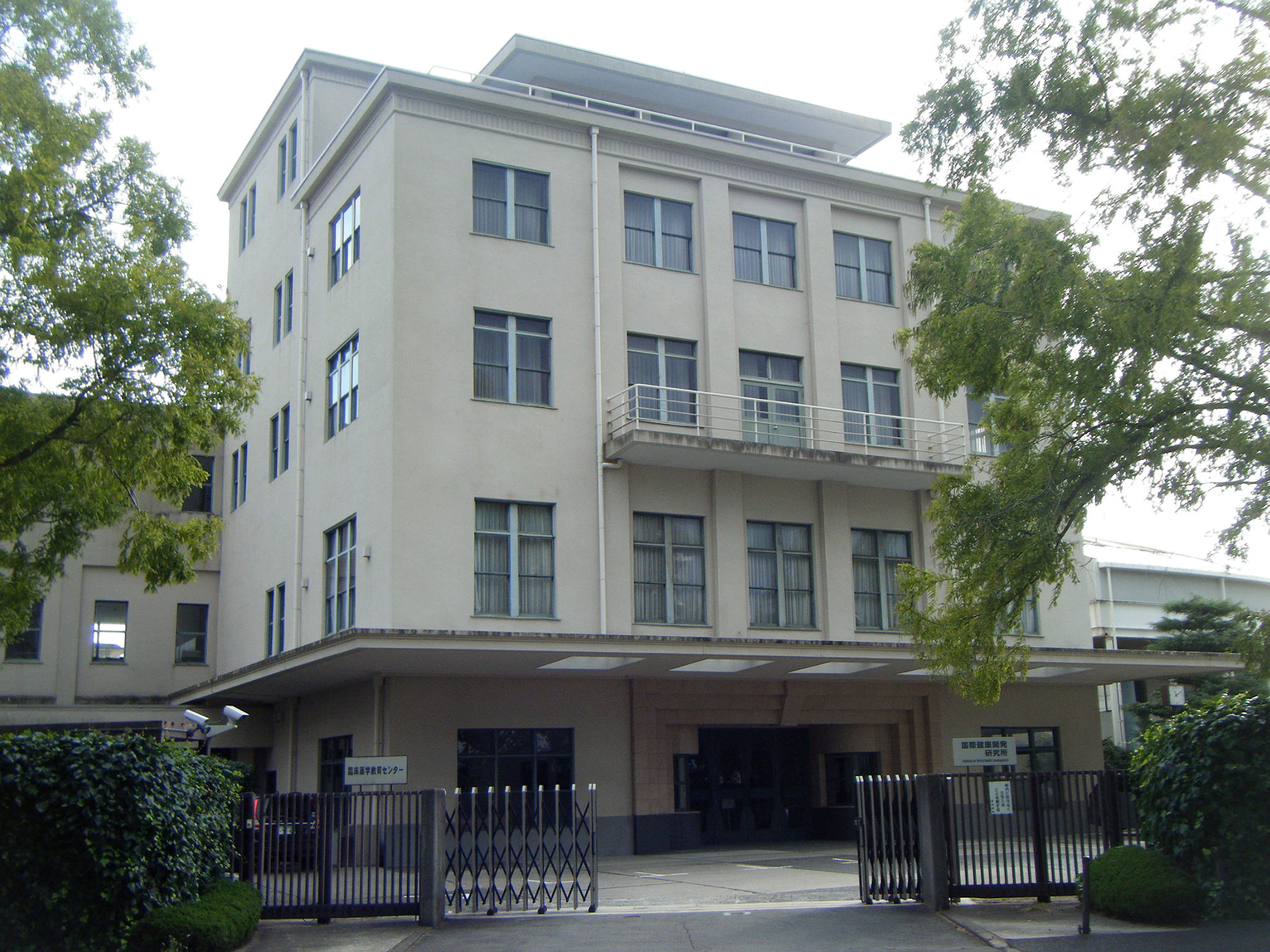
帝室御賞典(春)が第12回まで行われていた旧阪神（鳴尾）競馬場（現在：武庫川女子大学附属中学校・高等学校芸術館）

天皇賞（てんのうしょう）は、日本中央競馬会（JRA）が春・秋に年2回施行する中央競馬の重賞競走（GI）である。春は京都競馬場で「天皇賞(春)」（通称：春天）、秋は東京競馬場で「天皇賞(秋)」（通称：秋天）の表記（通称についてはJRAの過去成績掲載ページのURLにも使用されている）で施行されている。記事内ではそれぞれ「天皇賞(春)」または「春の競走」、「天皇賞(秋)」または「秋の競走」と表記する。
第1回とされる「帝室御賞典」は1937年（昭和12年）に行われているが、JRAが前身としている「The Emperor's Cup（エンペラーズカップ）」までさかのぼると1905年（明治38年）に起源を持ち、日本で施行される競馬の競走では最高の格付けとなるGIの中でも、長い歴史と伝統を持つ競走である。現在は賞金のほか、優勝賞品として皇室から楯が下賜されており、天皇賞を「盾」と通称することもある。

## 歴史
天皇賞のルーツをたどると、1905年（明治38年）5月6日に根岸（横浜）競馬場で創設されたThe Emperor's Cup（エンペラーズカップ）や、明治初期のMikado's Vaseにまでさかのぼることができる。これらの競走が誕生した背景には、当時の日本が直面していた外交問題が強く影響している（後述）。エンペラーズカップはのちに「帝室御賞典」の名称で定着し、明治末期から1937年（昭和12年）まで日本各地で年に10回行われていた。
一方、施行距離や競走条件は1911年（明治44年）から1937年（昭和12年）まで行われていた「優勝内国産馬連合競走」をおおむね継承している。この競走は年2回、3,200メートルの距離で行われ、各馬等しい条件で日本のチャンピオンを決め、日本一の賞金を与える競走だった。
これらを統合して始まったのが1937年（昭和12年）秋の帝室御賞典で、日本中央競馬会（JRA）ではこれを天皇賞の第1回としている。「帝室御賞典」は戦局悪化のため1944年（昭和19年）秋に中止され、終戦後の1947年（昭和22年）春に「平和賞」の名称で再開、同年秋から「天皇賞」と改称され現在に至っている。
1937年（昭和12年）以来「古馬の最高峰」として位置づけられた天皇賞は長らく番組体系の中心に据えられ、旧八大競走にも含まれるなど、その地位を保ち続けた。1着賞金も東京優駿（日本ダービー）などとともに国内最高クラスの競走だった。のちに有馬記念やジャパンカップが創設され、やがて国内最高賞金はジャパンカップが上回るものの、2020年現在も天皇賞は、ジャパンカップ、東京優駿（日本ダービー）、有馬記念に次ぐ高額賞金競走である。
1980年代以降に進められたさまざまな制度改革、賞金や競走条件の変遷を経てもなお、天皇賞は日本国内で現存する競馬の競走としてもっとも長い歴史と伝統を持ち、重要な競走のひとつに位置づけられている。
春の競走と秋の競走は開催地など競走条件が異なるものの同じ「天皇賞」であり、施行回数は春→秋と施行順に加算している。同一の競走名で1年に複数回施行する競走は、現在の中央競馬で本競走のみである。
用語の解説
競走条件：当該競走に出走できる馬の条件（クラス分けなど）を定めたもの。馬齢・負担重量・施行コース・距離が含まれる場合がある（現在の競走条件は各競走記事を参照）。
馬齢：馬の年齢。実際の誕生日に関わらず、1月1日になると一律に1歳加算される。日本では2001年（平成13年）から国際基準に合わせた現行表記が採用され、満年齢（生まれたばかりの馬は0歳）で表記。2000年（平成12年）までは数え年（生まれたばかりの馬は1歳）で表記していた。記事内の本文では年代にあわせて旧表記と現行表記を使い分けているが、春・秋の競走記事内「歴代優勝馬」一覧表ではすべて現行表記に揃えている。
負担重量（斤量）：出走馬が背負う重量のこと。騎手の体重のほか、鞍などの馬具も含まれ、出走する各馬ごとに所定の条件のもと定められる。初期の競馬では「斤（0.6キロ）」を重さの単位としていたことから、「斤量（きんりょう）」とも呼ばれる。
古馬：4歳（旧馬齢表記では5歳）以上の馬を指す。一般的に中央競馬の競走馬は2歳の夏から順次デビューし、同世代の馬と競いあいながら翌年（3歳時）の東京優駿（日本ダービー）をまず大目標とする。ダービー後、次の2歳馬がデビューする時期になると、3歳馬は年上の古馬と一緒にレースをするようになる。
番組（競馬番組）：日本の競馬は当該競馬場における1開催（現在の中央競馬は原則として4日 - 12日）をひとつの単位としており、施行する競走は開催ごとに定められている。同一開催で組まれる競走の割り当てを「競馬番組（または単に番組）」と呼んでいる。

### 起源

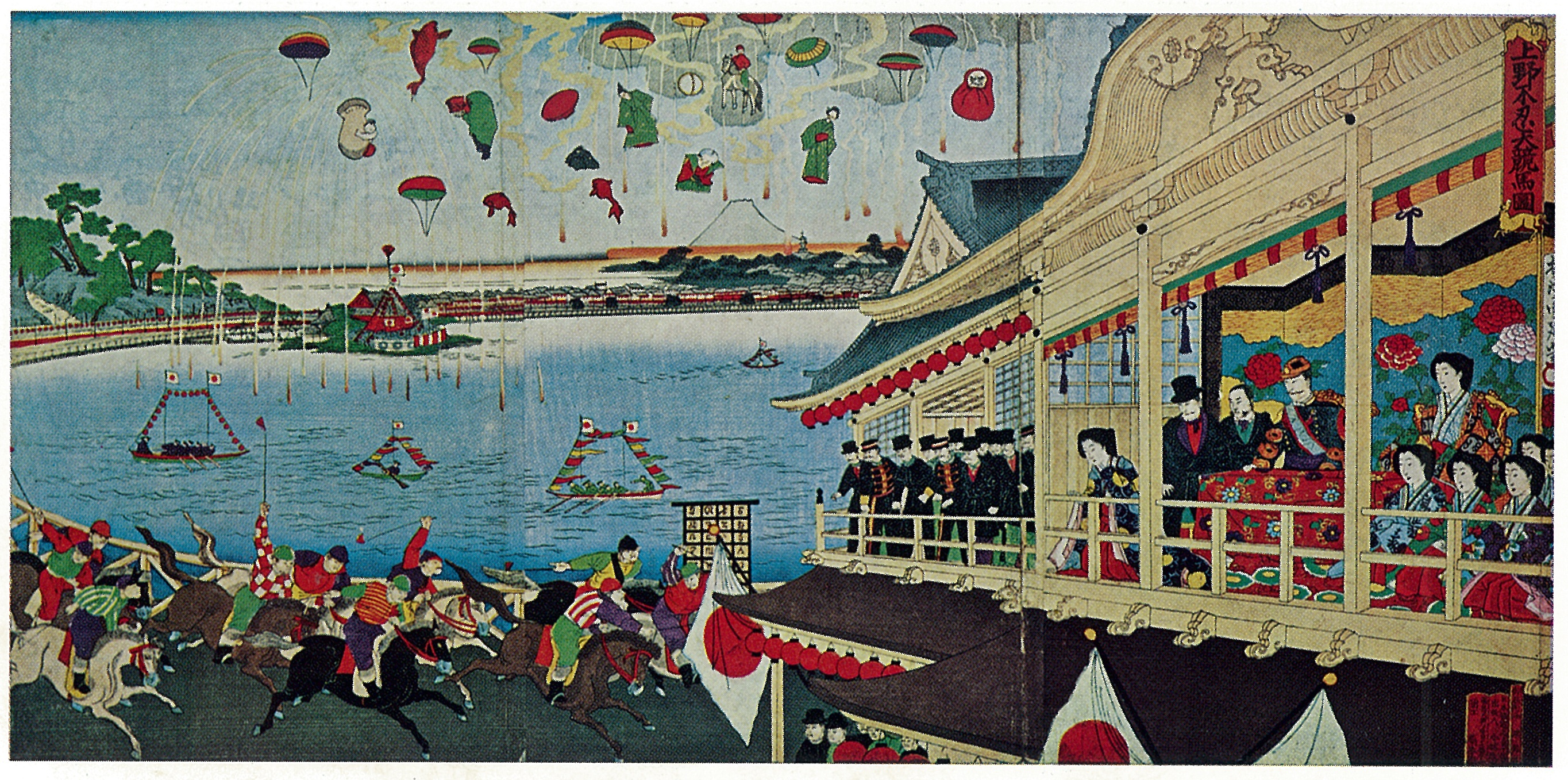
競馬を観戦する明治天皇
1884年（明治17年）、上野不忍池競馬

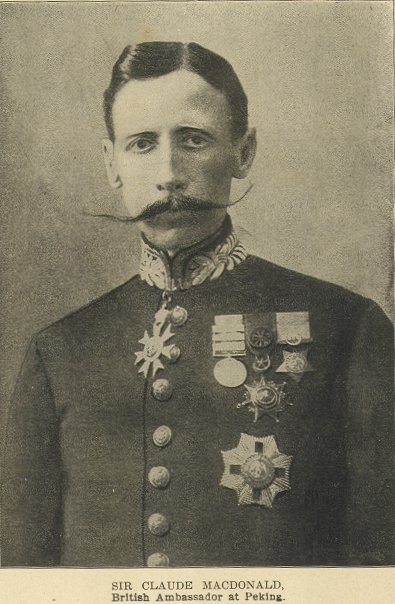
クロード・マクドナルド

王政復古後、明治新政府が直面した重要な外交問題のひとつは、欧米を中心とする諸外国との間に結ばれた不平等条約の改正であった。条約改正交渉を円滑に進めたい明治政府は、鹿鳴館に象徴されるように、西洋文化を積極的に採用した。競馬はその一つで、政府や明治天皇は明治初期から西洋式の競馬を行うなど、競馬場は重要な外交の舞台だった。中でも根岸（横浜）競馬場は幕末の開場以来、外国人が設立・運営しており、競馬会の会頭は歴代のイギリス公使が務めていた。明治天皇は条約改正を実現するため、日本の外交官や外務担当の政治家を伴い、頻繁に根岸競馬場へ赴いていた。
イギリスでは清教徒革命後の王政復古に際して、国王自ら競馬場に大競走（King's Plate、女王時代はQueen's Plate）を創設し、豪華な賞品を下賜した故事があり、これはイギリス王室の伝統のひとつだった。明治天皇はこの故事に倣い、根岸競馬場へ豪華な賞品（花器）を下賜した。これが1880年（明治13年）創設のMikado's Vaseである。
明治30年代になると、イギリスとの条約改正を皮切りに、不平等条約の改正が実現した。イギリスとの間には日英同盟が締結され、日露戦争の後ろ盾となった。その日露戦争で日本の軍馬の質や数が大幅に劣っていることが露呈すると、軍部は日英同盟を頼って優秀な軍馬の大量輸入を依頼した。これに応えたイギリスは、イギリス連邦で日本に近く、かつ馬産地だったオーストラリアから3,700頭あまりの馬（豪サラと呼ばれる）を日本へ緊急輸出した。
こうした一連のイギリスとの外交交渉で大きな役割を担ったのが、イギリス公使のクロード・マクドナルドである。マクドナルドは当初公使だったが、1905年（明治38年）に全権大使へ昇任した。マクドナルドと個人的な信頼関係を結んでいた明治天皇は昇任にあたり、マクドナルドへ「菊花御紋付銀製花盛器」を贈呈した。当時、マクドナルドは根岸競馬場の会頭を兼任しており、明治天皇から贈られた盃（当時は『尊重の重宝』と和訳している）を賞品として、1905年（明治38年）5月6日に「The Emperor's Cup（エンペラーズカップ）」を創設した。以来、根岸競馬場では毎年この競走に際して明治天皇から賞品が下賜されるようになった。これがのちに日本語で「帝室御賞典」などと訳されるようになり、JRAでは「天皇賞の前身」としている。
根岸競馬場は外国人が運営し、書類や記録はすべて英語表記だったため、“The Emperor's Cup” はときの担当者によってさまざまに和訳されていた。1905年（明治38年）には「皇帝陛下御賞盃」、1906年（明治39年）には「宮中御賞盃」と訳され、1907年（明治40年）からは新聞報道で使われていた「帝室御賞典」の訳で統一されるようになった（後述）。

### 帝室御賞典の拡大と統一

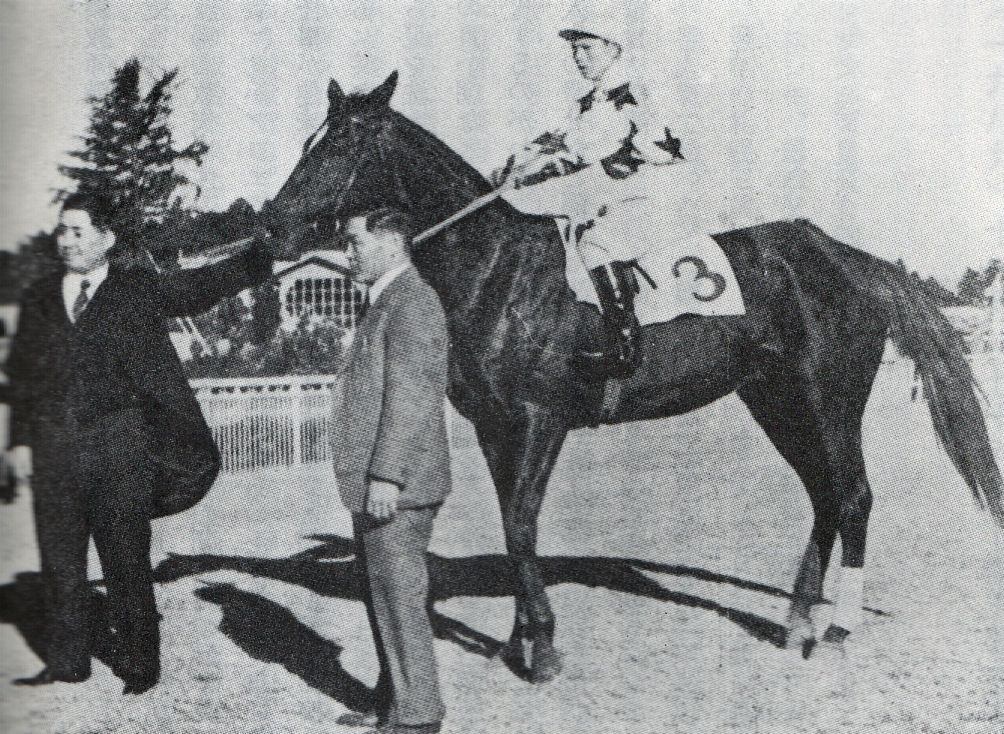
1937年（昭和12年）秋の帝室御賞典（第1回天皇賞に相当）優勝馬・ハツピーマイト

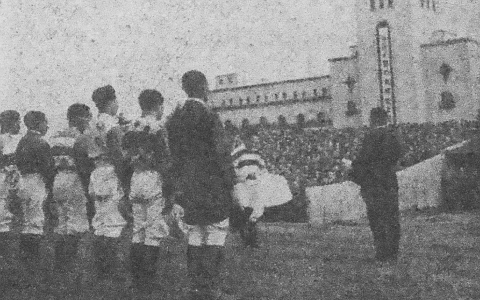
帝室御賞典発走前に行われる騎手の選手宣誓

明治天皇は1899年（明治32年）まで盛んに競馬場へ巡幸したが、同年に不平等条約改正が実現すると、以後は一切競馬場へ赴かなくなり、代わりに皇族や親王を名代として派遣するに留まっていた。これ以来、天皇自身による競馬観戦（いわゆる天覧競馬）は2005年（平成17年）の第132回天皇賞(秋)まで106年間行われなかった（後述）。
1906年（明治39年）に日本人による本格的な競馬倶楽部として東京競馬会が創設された際、責任者だった子爵の加納久宜は明治天皇の臨席と賞品の下賜を打診した。しかし開催10日前になって、賞品の下賜は許されたものの、明治天皇の巡幸は却下された。このとき行われた「皇室賞典」競走が当時の新聞によって「帝室御賞典」と報じられ、以後はこの名称で定着した。
明治天皇から賞品を下賜されて行う帝室御賞典は、すぐに全国の競馬倶楽部へ広まった。根岸・東京に続いて阪神へも年2回の下賜が認められ、馬産地の福島・札幌・函館・小倉へは年1回の下賜が認められた。
全国各地で年に10回行われるようになった「帝室御賞典」は、各競馬倶楽部が独自の競走条件で施行していたため、施行距離も斤量（負担重量）などの条件もまちまちで、競走名と天皇から御賞典が下賜される点以外に統一性はなかった。
一方、1911年（明治44年）に日本一の競走馬を決定する競走として、「優勝内国産馬連合競走（通称：連合二哩）」が帝室御賞典とは別に創設された。賞金は1着3,000円、2着でも1,500円で、当時日本国内の最高賞金競走だった（当時、帝室御賞典の1着馬には賞品が授与されるだけで、賞金はなかった）。距離は2マイル（約3,200メートル）、条件は馬齢重量で、出走できるのは各地の競馬倶楽部で行われた優勝戦の上位馬に限られていた。優勝内国産馬連合競走は当初年1回の施行だったが、のちに年2回施行になった。
昭和に入り戦時体制化が進むと、各地の競馬倶楽部は1936年（昭和11年）に発足した日本競馬会に統合され、一本化されることになった。日本競馬会は1937年（昭和12年）に各地の競馬倶楽部を統合し、年10回施行していた帝室御賞典は春に阪神競馬場（旧：鳴尾競馬場）、秋に東京競馬場で年2回施行することになった。年2回施行に改められてから初の競走は1937年（昭和12年）秋に東京で行われた帝室御賞典で、JRAではこれを天皇賞の第1回としている。競走の名称は「帝室御賞典」が採用され、競走の中身は「優勝内国産馬連合競走」が継承された。つまり、天皇（皇室）から御賞典が下賜される点は「帝室御賞典」を受け継いでおり、距離や競走条件などは「優勝内国産馬連合競走」から継承している。これが、現在の天皇賞である。また、帝室御賞典は古馬にとって最高峰の競走として位置づけられ、東京優駿（日本ダービー）など4歳馬の競走とは明確に線引きされた。
こうして「統一」された新しい帝室御賞典は、競走馬として日本一を決めるだけでなく、将来の種牡馬を選別するための最高の能力検査でもあった。また、天皇を頂点とした旧帝国憲法下の日本において、天皇からの賞典を受けることは平民（馬主）や農民（畜産家）にとって生涯の名誉となった。

### 戦争の影響と天皇賞のはじまり
日中戦争から太平洋戦争にいたる戦時中、帝室御賞典は下賜賞品を木製楯に代えながら続けられた（後述）。しかし、やがて戦局が悪化すると馬主に多くの戦死者が出るようになり、競走馬の所有権問題が浮上した。日本競馬会は全競走馬を買い上げることでこの問題を解決したが、全競走馬を買い上げたため「賞金や賞品を争う」という競馬の性格を維持できなくなった。さらに、1944年（昭和19年）春には軍部の命令により馬券（勝馬投票券）の発売を伴う競馬が禁止されたため、日本競馬会は農商省賞典四歳（現在：皐月賞）や東京優駿（日本ダービー）などの主要な大レースに限って、「能力検定競走」として競馬を行った。帝室御賞典は1944年（昭和19年）春は施行場を京都競馬場に移し、皇室からの賞品下賜は辞退したうえで「能力検定競走」として非公開で行われたが、同年秋は中止され、帝室御賞典は中断することとなった。その後、1945年（昭和20年）には戦争の激化により、能力検定競走は行われなくなった。
終戦後、競馬は1946年（昭和21年）秋に再開された。帝室御賞典は1947年（昭和22年）春からの再開を決め、日本競馬会は皇室へ賞品の下賜を打診した。しかし、この時点では連合国軍総司令部（GHQ）による皇室への処分などが確定していなかったため、下賜は時期尚早として見送られた。すでに御賞典競走を開催する前提で番組編成をしていた日本競馬会は急遽、競走名を「平和賞」に変更して施行した。
1947年（昭和22年）秋に予定していた「第2回平和賞」の前日に皇室から賞品（楯）の下賜が再開されることが決定し、名称を「天皇賞」に改めて施行された。「天皇賞」の名称で行われるのはこれが初めてとなるが、公式な施行回数は1937年（昭和12年）秋の帝室御賞典にさかのぼり、「第16回天皇賞」とされた。その後、天皇賞の施行主体も日本競馬会から国営競馬（農林省競馬部）を経て、1954年（昭和29年）より日本中央競馬会が引き継いだ。
現在は1944年（昭和19年）春の帝室御賞典（能力検定競走）と1947年（昭和22年）の平和賞も公式な施行回数に含まれており、能力検定競走は「第14回天皇賞」、平和賞は「第15回天皇賞」と同義に扱われている。その一方で、これらの競走では皇室から賞品が下賜されていないため、天皇賞の施行回数から除外する考え方がある。1968年（昭和43年）に日本中央競馬会が編纂した史料では、能力検定競走や平和賞を回数に数えない考え方が示されている。

### 国内古馬戦の最高峰
再編され年2回施行となった帝室御賞典の時代から、天皇賞は古馬にとって最高峰の競走と位置づけられていた。当時の競走体系では、勝てば勝つほどより重い斤量を負担することになっており、定量で出走できる天皇賞を勝つと、以後は出走すればおおむね負担重量が60キロ後半から70キロ後半にまで跳ね上がった（現在、中央競馬の平地競走では60キロ以上の負担重量で出走する例がきわめて少なくなっている）。よって、馬にかかる負担を考慮すれば出走可能な競走は大きく限定されることになった。また帝室御賞典・天皇賞には1980年（昭和55年）まで「勝ち抜き制」があり、一度天皇賞（帝室御賞典）を勝った馬は、以降の天皇賞（帝室御賞典）に出走することができなかった。これは当時、天皇賞（帝室御賞典）を勝った馬が再度出走して敗れるようなことがあれば、優勝馬の威厳を下げてしまうとされた考え方に基づいており、天皇賞（帝室御賞典）を勝つほどの優れた競走馬は、優勝馬としての威厳を保ちつつ早く種牡馬になって競走馬の改良に貢献することが求められていた。なお、この制度に対しては、一部の競馬評論家の間で、批判されていた。
多くの古馬にとって、天皇賞優勝は最大の目標であると同時に、一度優勝するとその後の目標となるレースがほとんどなくなる。そのうえ、斤量がさらに増えることから、優勝後に引退する馬は少なくなかった。1937年（昭和12年、第1回）から1955年（昭和30年、第32回）までの優勝馬のうち5頭が優勝と同時に、10頭が優勝したシーズン限りで引退している。このほか、3頭が優勝後に地方競馬へ転出した。

### 新たな目標を求めて
1956年（昭和31年）、年末の中山競馬場で中山グランプリ（現在：有馬記念）が創設された。これは4歳馬も古馬も分け隔てなく、その年の一流馬を集めて行う競走となった。
天皇賞を勝った古馬の一流馬にとって、有馬記念は新たな目標となった。有馬記念創設から2013年（平成25年）までの天皇賞優勝馬で、天皇賞優勝を最後に引退した馬は5頭しかいない。
一方、天皇賞を優勝して国内の最高峰に立った馬の一部は、新たな目標を求めて海外へ遠征するようになった。1952年（昭和27年）にアメリカで創設された「ワシントンDC国際」がその代表格である。この競走は招待制で、日本からは天皇賞の優勝馬が招待を受けるようになった。ワシントンDC国際は11月に行われ、当時は11月下旬に行われていた天皇賞（秋）と同時期になる。当時、一度天皇賞を勝った馬は再出走が認められていなかった（勝ち抜き制）ため、秋にワシントンDC国際に挑み、12月に帰国して有馬記念へ出走する馬が現れた。
有馬記念創設以降、1981年（昭和56年）までの25年間で、天皇賞に勝った後海外遠征を行った馬は7頭いる。そのうち5頭は秋にワシントンDC国際へ、1頭は同時期のヨーロッパで凱旋門賞に挑んだ。しかしこれらの中から目標を達することができた馬はおらず、逆に欧米との力量差を突きつけられる結果になった。

### ジャパンカップの創設
天皇賞を勝つほどの一流馬が、日本以外の国でまったく勝てないという事実は、日本国内に2つの相反する考え方をもたらした。1つは強力な外国の競走馬が日本へ入ってくることで国内の馬産が衰退するという脅威論、もう1つはより強い外国馬との対戦によって日本馬のレベルアップを図ろうとする門戸開放論だった。
1970年代後半より「世界に通用する強い馬作り」が提唱され、実現したのが1981年（昭和56年）に創設されたジャパンカップである。ジャパンカップは外国から競走馬を招待し、日本の一流馬と対戦させることで、日本競馬に活力を与えようという意図で企画された。
帝室御賞典が1937年（昭和12年）秋から年2回施行とされて以来、伝統的に11月下旬の施行が定着していた天皇賞（秋）は、ジャパンカップに時期を譲り10月に前倒しされた。「ワシントンDC国際」に出走した外国馬がジャパンカップへ転戦しやすいように配慮した結果である。ジャパンカップは新設競走にして賞金額が東京優駿（日本ダービー）や天皇賞、有馬記念と並ぶ高額に設定され、これは古馬の競走体系が根幹から変わることを意味した。第1回ジャパンカップでは、直前の天皇賞（秋）をレコード勝ちした馬など当時の中央競馬を代表する陣容で臨んだ日本勢が外国勢の前に総崩れとなり、日本の競馬界に衝撃を与える結果となった。また、ジャパンカップの商業的な成功は日本のみならず、アジアの競馬にも変革をもたらすきっかけとなった。

### 国際化と天皇賞(秋)の距離短縮
ジャパンカップの創設以前より、世界の各国からは外国籍の馬主が日本のレースに所有馬を出走させられなかったり、外国馬に対する出走制限を設けていたりしたことなど、日本の競馬界に対する閉鎖性が指摘されるようになっていた。これらの指摘を受け、日本中央競馬会はジャパンカップの創設以来「競馬の国際化」を視野に入れた多角的な活動を展開するようになった。「国際化」とは、単に外国の競走馬を呼び寄せるだけでなく、制度面を含めた「国際標準」への適合を意味していた。
日本の競馬を「国際標準」へ適合させるため、日本中央競馬会はさまざまな施策を打ち出した。1984年（昭和59年）に導入された「グレード制」はそのひとつである。天皇賞も春・秋ともにGIとして格付けされたが、当初のグレード制は興行に主眼を置いた中央競馬独自の格付けに過ぎず、1970年代に欧米で作られた「グレード制・グループ制」とはまったく互換性のないものだった。その後、さまざまな開放策を実施した結果、2005年（平成17年）には天皇賞が春・秋ともに国際競走となり、外国調教馬の出走が可能になった。さらに、2007年（平成19年）からは格付けの互換性が認められるようになった。
1983年（昭和58年）11月、日本中央競馬会は昭和59年度の競馬番組について、グレード制の導入（前述）などの大幅改革を発表した。この中に、天皇賞(秋)の施行距離を芝2,000メートルに短縮することが盛り込まれていた。レースの性格を大きく変えることになるこの変更に対し、伝統的な3,200メートルの距離を尊重する意見や東京競馬場（芝2,000メートル）のコース形態に対する問題点を指摘する意見、また第1回ジャパンカップで日本勢が外国勢に大敗したことを踏まえ、スタミナよりもスピードの強化を重視する意見など賛否両論があったが、1984年（昭和59年）より天皇賞(秋)は施行距離が2,000メートルに短縮された。以来、天皇賞(秋)は中央競馬の「中距離ナンバー1決定戦」の性格を持つようになった。
競走の規則も見直しが図られた。1950年代に欧米で定着した降着制度は1991年（平成3年）から中央競馬でも導入されたが、同年の天皇賞(秋)で1位入線馬であったメジロマックイーンが18着に降着となった（代わりに繰り上がり1着となったのはプレクラスニー）。これは日本での重賞1位入線馬の降着例として史上初だっただけでなく、当該馬が圧倒的な単勝1番人気に推されていたことも相まって大きな話題になった。
帝室御賞典時代からの制度では、1度優勝した馬に再出走を認めない勝ち抜き制が1981年（昭和56年）から廃止され、過去の優勝馬も再出走が可能になったほか、種牡馬・繁殖馬選定の観点から長年認められていなかった去勢馬（せん馬）の出走も2008年（平成20年）以降可能になった。また、1971年（昭和46年）から認められていなかった外国産馬の出走が2000年（平成12年）より可能になった。
1937年（昭和12年）秋の帝室御賞典（第1回）以来「古馬の最高峰」として位置づけられてきた天皇賞だったが、1987年（昭和62年）より天皇賞(秋)は4歳馬も出走が可能になった。また1980年代以降、短距離路線・ダート路線・牝馬路線の拡充が図られたことに加え、海外遠征も容易になった。これにより、さまざまなタイプの競走を選択できるようになり、天皇賞は「数ある頂点のひとつ」という位置づけになっている。とはいえ、国内のGI競走では2022年（令和4年）現在もジャパンカップ、有馬記念に次ぐ高額の1着賞金が設定されている（後述）。
国内最高クラスの賞金、皇室から下賜された天皇楯の権威、長い歴史と伝統などに裏打ちされ、今も天皇賞は「古馬最高の栄誉」とされている。

## 御賞典と天皇楯
前述のとおり、天皇賞のルーツとなるMikado's VaseやThe Emperor's Cupなどでは、明治天皇から賞品が下賜されていた。これらは通常、貴金属としても美術品・工芸品としても価値が高いものであると同時に、「天皇から下賜された」という事実は金銭では贖えない栄誉を担うものだった。

### 明治天皇と御賞典（賞品）
明治天皇は日本各地へ巡幸して、その先々で競馬を天覧し、優勝騎手や馬主らに賞金や賞品を下賜した。下賜された品々は、樽酒や黄八丈、白絽の反物、白羽二重、美術品、工芸品などである。
根岸競馬は多くの賞金や賞品を外部のパトロンやスポンサーから得ており、とりわけ皇室や皇族はその代表格だった。たとえばロシア皇太子の名を冠した “Cesarewitch Gift” という競走の賞品を実際に提供していたのは日本の皇室だった。根岸競馬場で明治天皇が下賜したものは記録に残っているもので、「銅製花瓶」一対、「経一尺龍浮彫七宝入銀製花瓶」などがある。1900年（明治33年）にはロシア全権公使ローゼン男爵がMirror号の優勝により「銀製花鳥七宝菓子敷」を授与されている。ほかにも上野へ「金象眼銅製馬」を下賜した記録がある。なお、皇室以外では、根岸競馬の神奈川賞杯競走で神奈川県令が「青銅製酒杯」を賞賜している。
天皇賞のルーツとされるThe Emperor's Cupの創設にあたって、明治天皇が下賜した御賞典を受け取った日本レース倶楽部では「尊重の重宝」と邦訳した。一方、1906年（明治39年）秋に池上競馬場で行われた皇室賞典では「銀製花盛鉢」が下賜された。これは直径が約30センチ（1尺）、深さが約15センチ（5寸）の大銀鉢で、三本の脚がつき、菊花の文様が高彫されていたと伝わる。以後も菊花御紋付銀製花盛器（銀製鉢や洋杯）が下賜された。御賞典は拝領する側にも相応のマナーが必要とされ、馬主や関係者は拝領式の際、正装（モーニングか国民服、軍服でも可）で臨むこととされていた。

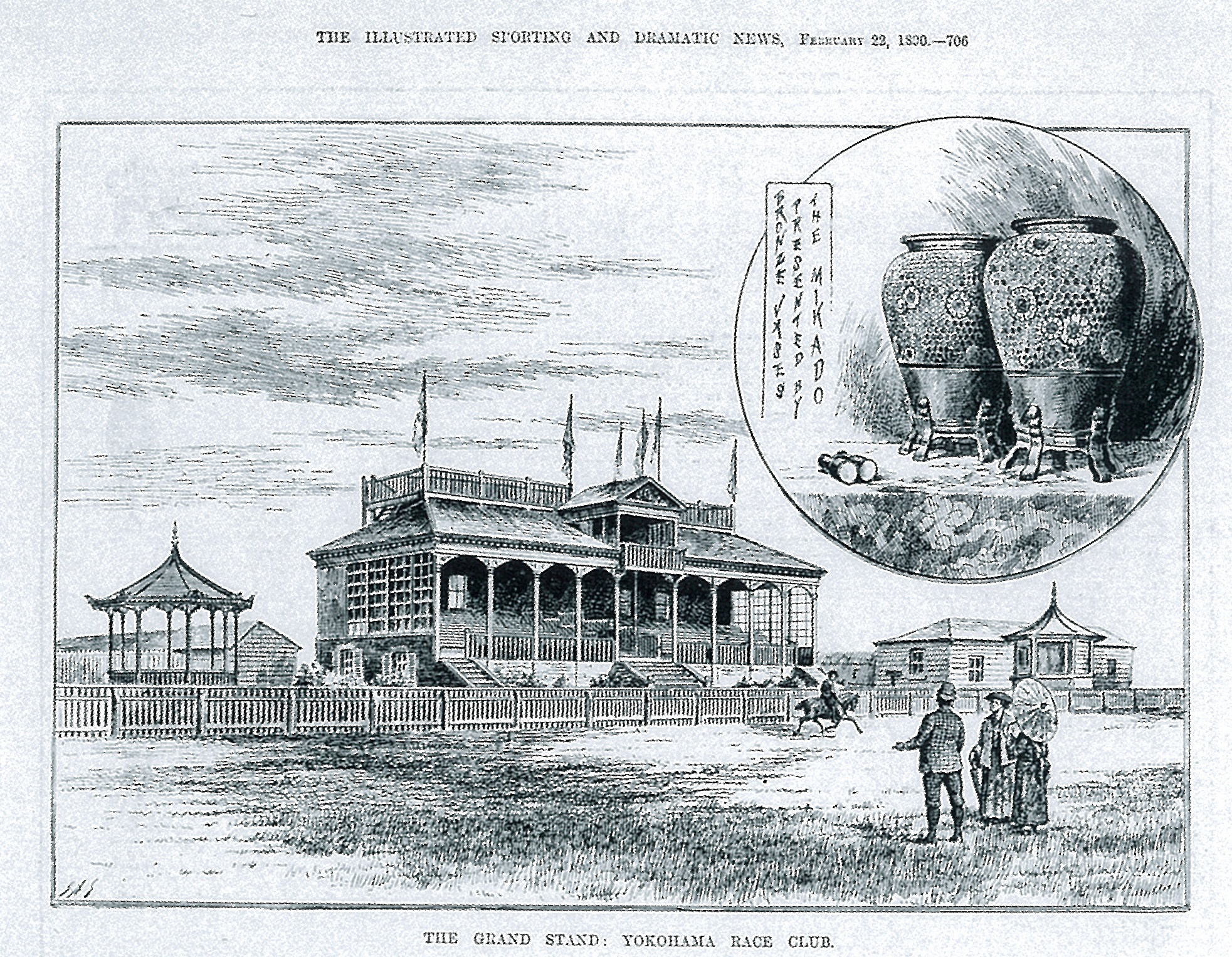
1888年の根岸（横浜）競馬場メインスタンドと御下賜賞品のブロンズ花瓶
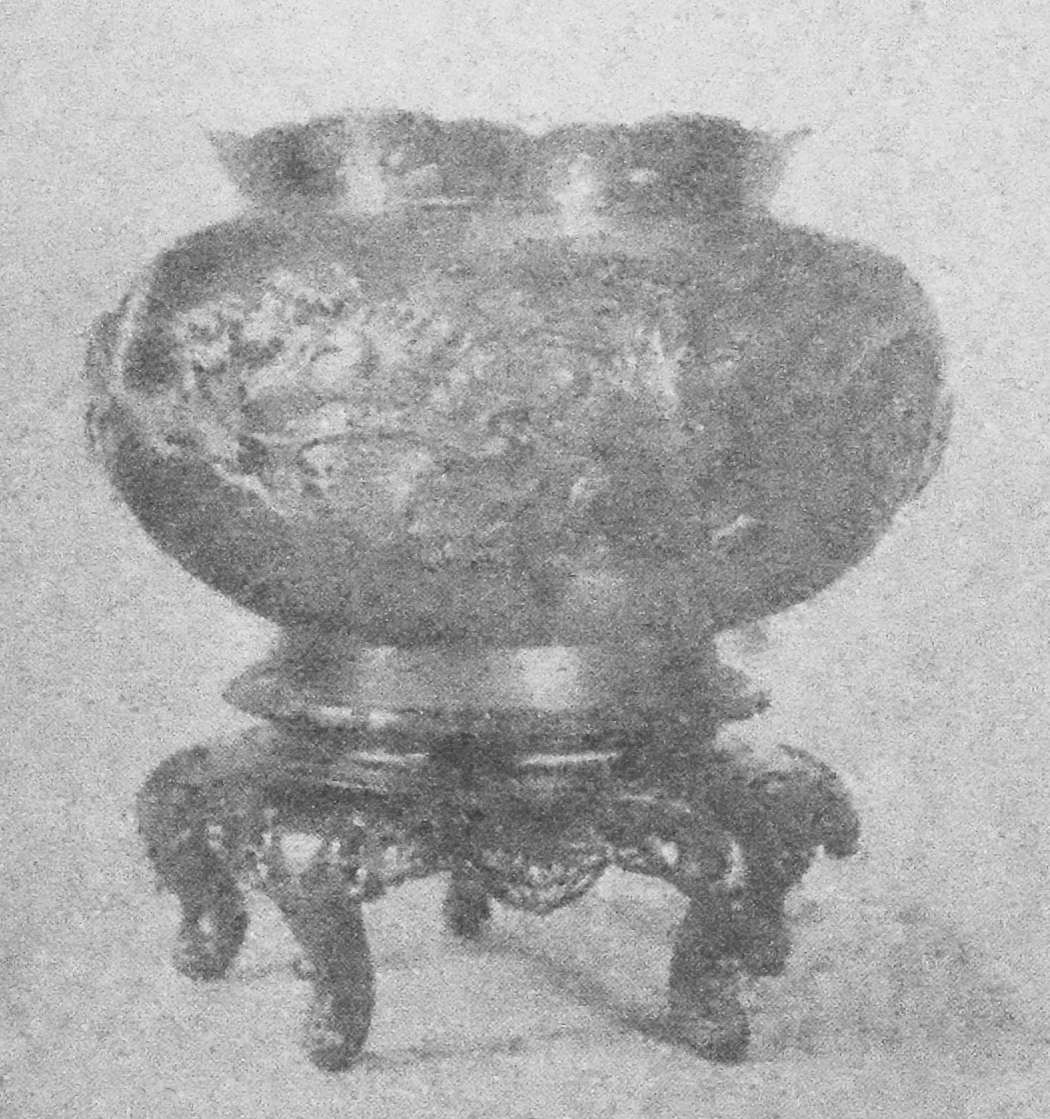
1899年5月9日に明治天皇から下賜された白銀花瓶（菊花御紋付銀製花盛器）
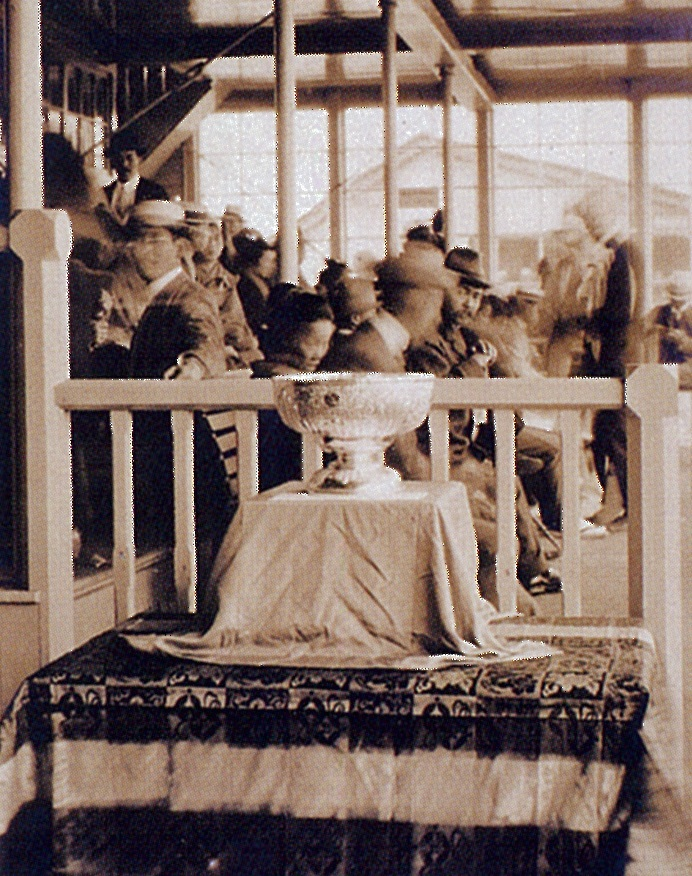
1908年の帝室御賞典で日本レースクラブに下賜された御紋付花盛器（横浜競馬場メインスタンド）

### 天皇楯

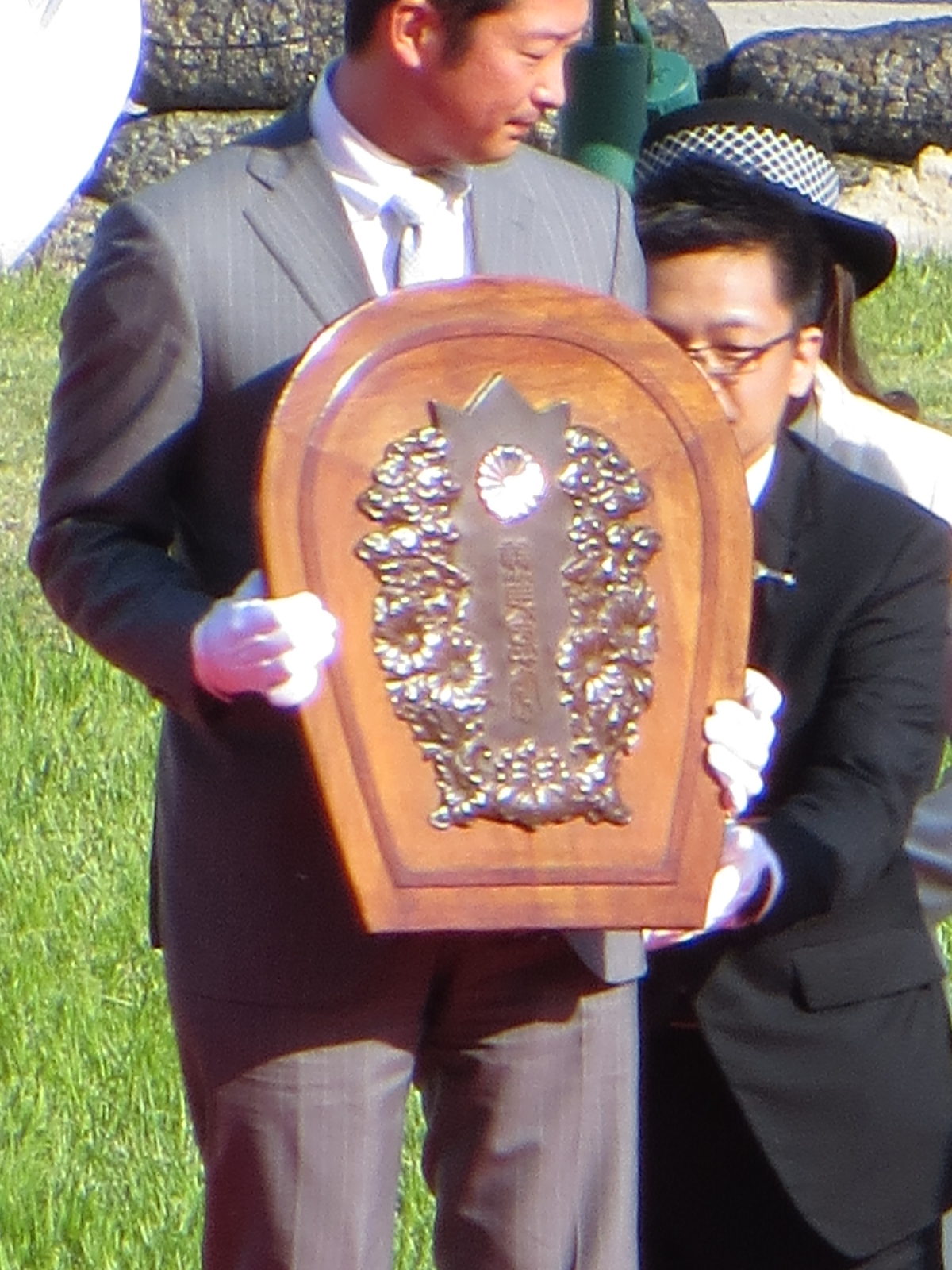
現在の御賞典となる天皇楯（第147回天皇賞）。馬主が白手袋を着用しているのがわかる。

楯（プレート）の下賜もまた、イギリス王室の伝統となっている。国を追われ、亡命先のフランスで馬術を磨いたチャールズ2世は王政復古が成って戴冠すると、ニューマーケット競馬場を復興した。1665年に国王チャールズ2世はタウンプレート（The Town Plate、もしくはNewmarket Town Plate）という競走を作り、自ら優勝楯を提供した。国王自身が騎手として優勝したこともある。この競走は「King's Plate（女王の場合はQueen's Plate。Royal Plateとも呼ばれる）」として受け継がれ、現存する世界最古の競馬の競走である。
明治天皇の時代に始まった華やかな銀杯の下賜は、大正時代に勃発した第一次世界大戦の間も絶えることなく、30年以上続いた。一方、その間に中国大陸での動乱は激しくなり、1931年（昭和6年）の満州事変、1937年（昭和12年）には7月に盧溝橋事件、8月に上海事変が相次いで起きた。
その直後である1937年（昭和12年）9月、皇室は競馬会に対し、以後の御賞典下賜を年2回とするという通達を行っている。この通達により、年10回行われていた帝室御賞典は年2回施行になった（前述）。そして皇室は、帝室御賞典の回数を減らす分、御賞典をより立派なものにすることになる。また同時期、大陸での時局の緊迫化によって軍馬の需要が急増していた。軍部はより強固な馬政統制を行うため全国の競馬倶楽部を一本化して「日本競馬会」を作った。そして帝室御賞典は、軍部の求めるスタミナ溢れる馬を作るため、長距離の3,200メートルに改められた。
大陸での緊迫した情勢はさらに激しさを増し、日中戦争へと発展した。1939年（昭和14年）秋にはヨーロッパでドイツと連合軍が戦争を始め、日本に対しては「ABCD包囲網」と呼ばれる経済封鎖が1941年（昭和16年）より実施され、国内ではさまざまな物資が不足するようになった。これに伴う金属製品の統制を受け、帝室御賞典の賞杯は同年春から優勝楯に改められた。
新しい優勝楯の作成にあたり、宮内省は東京高等工芸学校教授の畑正吉にデザインを依頼。これをもとに鋳物師の持田増次郎が金物を製作し、金メッキを施した2寸（約6センチ）もある菊の紋章と、板金をはめこんだ「競馬恩賞」の文字をラワン板にあしらった金御紋章付楯（いわゆる「天皇楯」）となった。
天皇楯の下賜は1944年（昭和19年）春の「能力検定競走」で下賜を辞退したことにより中断し、秋には帝室御賞典が中止となった。

### 戦後の天皇賞
戦争で中断した競馬は終戦後に再開され、帝室御賞典は御賞典が下賜されなかったため、「平和賞」の名称で1947年（昭和22年）春に復活した（前述）。その後、1947年（昭和22年）秋に予定していた「第2回平和賞」の前日に皇室から天皇楯の下賜が決まったが、天皇楯はこれ以降持ち回り制になった。平和賞は急遽「天皇賞」に改称され、「第1回天皇賞」として施行された。ただし、前述の通りJRAでは1937年（昭和12年）秋の「帝室御賞典」を第1回としている。
表彰式で優勝馬主が楯を受け取る際は、白手袋を着用することが慣例となっている。

### 賞金
春（2025年（令和7年）、第171回）の1着賞金は3億円で、以下2着1億2000万円、3着7500万円、4着4500万円、5着3000万円。
秋（2025年（令和7年）、第172回）の1着賞金は3億円で、以下2着1億2000万円、3着7500万円、4着4500万円、5着3000万円。
1937年（昭和12年）に帝室御賞典が年2回施行に集約されて以来、天皇賞は日本国内で有数の高額賞金競走である。優勝馬の馬主に与えられる御賞典（優勝杯、優勝楯）の金銭的価値を一切考慮に入れないとしても、長い間、1着賞金の額は中央競馬で行われる競走の中でも上位を保ち続けた。2022年は、日本国内で施行する競馬の競走としてジャパンカップ・有馬記念の4億円に次いで、東京優駿（日本ダービー）、大阪杯、宝塚記念と同額の1着賞金が設定されている。
用語の解説
付加賞：中央競馬のみにある制度で、特別登録料の総額を1着から3着までの馬に対し、7:2:1の割合で配分した賞金。通常の入着賞金には含めない。
特別登録料：特別競走・重賞競走に出走するための事前エントリーである「特別登録（通常はレース1週間前の日曜日。GIや3歳クラシックではさらに早まる場合がある）」の際に徴収され、料額は競馬法で300万円以下と定められている。中央競馬ではこの特別登録を経て、最終エントリーとなる「出馬投票（後述）」を行うことで出走申込手続きが完了する。
主要な高額賞金競走における1着賞金の変遷
- 表中の項目はJRAデータファイルより作成（1955年から2014年まで）。
- いずれも1着賞金のみ（付加賞・褒賞金など1着賞金に含めないものは除く）の比較。単位：万円。

| 年   | 天皇賞 （帝室御賞典）                    | 東京優駿               | 有馬記念 | ジャパンカップ | 備考                                             |
| ---- | ---------------------------------------- | ---------------------- | -------- | -------------- | ------------------------------------------------ |
| 1937 | （1.0）                                  | 1.0                    | -        | -              | 天皇賞の賞金は副賞。本賞は御賞典（優勝杯）       |
| 1938 | （1.5）                                  |                        | -        | -              | 4着・5着にも賞金を出すようになる                 |
| 1941 |                                          | 天皇賞の本賞が楯になる | -        | -              |                                                  |
| 1954 | 天皇賞の副賞が本賞金に含まれるようになる |                        | -        | -              |                                                  |
| 1955 | 150                                      | 200                    | -        | -              |                                                  |
| 1956 | 150                                      | 200                    | 200      | -              | 中山グランプリ（現在：有馬記念）創設             |
| 1957 | 200                                      | 200                    | 200      | -              | 3競走が最高額で並ぶ                              |
| 1959 | 200                                      | 300                    | 200      | -              | 再び東京優駿が単独最高額に                       |
| 1960 | 300                                      | 500                    | 300      | -              |                                                  |
| 1965 | 800                                      | 1000                   | 800      | -              |                                                  |
| 1970 | 2000                                     | 2300                   | 2000     | -              |                                                  |
| 1974 | 4000                                     | 4000                   | 4000     | -              | 3競走が最高額で並ぶ                              |
| 1975 | 4600                                     | 4600                   | 4600     | -              |                                                  |
| 1980 | 6000                                     | 6000                   | 6000     | -              |                                                  |
| 1981 | 6500                                     | 6500                   | 6500     | 6500           | ジャパンカップ創設                               |
| 1985 | 7800                                     | 7800                   | 7800     | 7800           |                                                  |
| 1990 | 11100                                    | 11100                  | 11100    | 11100          |                                                  |
| 1995 | 13200                                    | 13200                  | 13200    | 13200          |                                                  |
| 2000 | 13200                                    | 13200                  | 18000    | 25000          | ジャパンカップが単独で最高賞金に                 |
| 2001 | 13200                                    | 15000                  | 18000    | 25000          |                                                  |
| 2005 | 13200                                    | 15000                  | 18000    | 25000          |                                                  |
| 2010 | 13200                                    | 15000                  | 18000    | 25000          |                                                  |
| 2011 | 13200                                    | 15000                  | 20000    | 25000          |                                                  |
| 2012 | 13200                                    | 15000                  | 20000    | 25000          |                                                  |
| 2013 | 13200                                    | 20000                  | 20000    | 25000          |                                                  |
| 2014 | 13200                                    | 20000                  | 20000    | 25000          |                                                  |
| 2015 | 15000                                    | 20000                  | 25000    | 30000          | 天皇賞の賞金が20年ぶりに増額                     |
| 2016 | 15000                                    | 20000                  | 30000    | 30000          | 有馬記念とジャパンカップが17年ぶりに最高額で並ぶ |
| 2017 | 15000                                    | 20000                  | 30000    | 30000          |                                                  |
| 2020 | 15000                                    | 20000                  | 30000    | 30000          |                                                  |
| 2021 | 15000                                    | 20000                  | 30000    | 30000          |                                                  |
| 2022 | 20000                                    | 20000                  | 40000    | 40000          | 天皇賞の賞金が7年ぶりに増額                      |
| 2023 | 22000                                    | 30000                  | 50000    | 50000          |                                                  |
| 2025 | 30000                                    | 30000                  | 50000    | 50000          | 天皇賞の賞金が2年ぶりに増額                      |

第1回（1937年秋の帝室御賞典）の1着馬には「本賞」として御賞典（優勝杯）、「副賞」として賞金1万円が与えられた。この賞金額は、当時国内の競走としては東京優駿（日本ダービー）の1着本賞1万円、横浜農林省賞典四・五歳呼馬（1943年で廃止）の1着本賞1万円と並び最高額だった。第1回は3着馬までにのみ賞金を与えていたが、翌年から帝室御賞典など国内主要18競走に限り、4着馬・5着馬にも賞金を与えるよう変更された。1954年（昭和29年）からは天皇賞の1着馬に与える副賞金も「本賞」に含めることになった。
1955年（昭和30年）当時、国内の1着最高賞金は東京優駿（日本ダービー）の200万円で、天皇賞の150万円がこれに次いでいた。1956年（昭和31年）に有馬記念（中山グランプリ）が創設され、1着賞金は東京優駿（日本ダービー）と同じく200万円とされた。翌1957年（昭和32年）には天皇賞の賞金が200万円に引き上げられ、天皇賞（春・秋）、東京優駿（日本ダービー）、有馬記念の4競走が国内最高額の競走となった。
1959年（昭和34年）には東京優駿（日本ダービー）の賞金が300万円に増額され再び「国内最高賞金」となり、天皇賞と有馬記念は東京優駿（日本ダービー）に次いで2番目の高額賞金競走となった。その後、各競走の賞金は年々増加を続けるが、東京優駿（日本ダービー）が1位、天皇賞と有馬記念が同額で2位という序列が1973年（昭和48年）まで続いた。
1974年（昭和49年）、天皇賞・東京優駿（日本ダービー）・有馬記念の賞金が同額になった。これ以降も賞金は伸び続けるが、これらの1着賞金は同額とされた。1981年（昭和56年）にジャパンカップが新設され、天皇賞（春・秋）、東京優駿（日本ダービー）、有馬記念を含めた5競走が日本では最高賞金の競走になった。1990年代に入ると賞金が1億円を超えるようになり、1995年（平成7年）には5競走ともに1着賞金が1億3,200万円となった。
2001年（平成13年）よりジャパンカップの1着賞金が2億5,000万円と大幅に引き上げられ、東京優駿（日本ダービー）・有馬記念も1着賞金が加増されたが、天皇賞の1着賞金は春・秋とも据え置かれた。
JRAが発表した2015年（平成27年）の重賞競走一覧によると、ジャパンカップ、有馬記念、天皇賞で1着賞金が増額。ジャパンカップは1着賞金が3億円となり、有馬記念は2億5,000万円、天皇賞は春・秋とも1億5,000万円にそれぞれ増額された。

#### 褒賞金制度
大阪杯・天皇賞(春)・宝塚記念または、天皇賞(秋)・ジャパンカップ・有馬記念の3競走を同一年にすべて優勝したJRA所属馬には内国産馬2億円、外国産馬1億円の褒賞金が賞金とは別に交付される。この褒賞金は、クラス分けに用いる収得賞金には算入されない。
用語の解説
内国産馬（ないこくさんば）：外国産馬以外の馬で、原則として日本で産まれた馬を指す。ただし、外国へ一時的に輸出された繁殖牝馬が輸出前に日本で種付けを済ませ受胎（妊娠のこと）し、外国で産まれた子馬を0歳の12月31日までに輸入した場合、または外国で種付けされた繁殖牝馬が日本へ輸入されてから産まれた馬（持込馬という）は内国産馬として扱われる。

## 天覧競馬
2005年（平成17年）の第132回天皇賞(秋)は「エンペラーズカップ100年記念」と副題がつけられ、第125代天皇・明仁と皇后美智子（いずれも肩書きは当時）が東京競馬場に来場し天皇賞を観戦した。当初は前年の2004年（平成16年）に予定されていたが、施行日の8日前に発生した新潟県中越地震の被害に配慮して取りやめとなっていた。天皇が天皇賞を観戦した例は史上初めてであり、天皇自身による競馬観戦（いわゆる天覧競馬）は1899年（明治32年）以来106年ぶりとなった。競走前に天皇・皇后は場内の競馬博物館で「エンペラーズカップ100年記念 栄光の天皇賞展」を鑑賞されている。競走後、優勝したヘヴンリーロマンスの松永幹夫騎手が貴賓席に対して馬上から最敬礼を行った。
2012年（平成24年）の第146回天皇賞(秋)は「近代競馬150周年記念」と副題がつけられ、7年ぶりに天覧競馬が実施された。競走後、優勝したエイシンフラッシュのミルコ・デムーロ騎手はコース内でいったん下馬して最敬礼を行った。本来、このような行為は騎乗馬が故障した場合を除き、競走後にコース内で騎手が下馬することを禁止するJRA競馬施行規程に抵触するものであったが、これを理由とした制裁は行われなかった。
なお、第125代天皇・明仁と皇后美智子は皇太子・皇太子妃だった1987年（昭和62年）に、天皇賞施行50周年を記念して行われた第96回天皇賞(秋)を台覧している。
2023年（令和5年）の第168回天皇賞(秋)は「競馬法100周年記念」と副題がつけられ、第126代天皇・徳仁と皇后雅子が来場し、11年ぶりに天覧競馬が実施された。第126代天皇・徳仁は皇太子時代に第81回東京優駿（日本ダービー）を観戦して以来、9年ぶりの競馬観戦。天皇としては即位後初めて、令和では初めての天覧競馬となった。競走前に天皇・皇后は場内のJRA競馬博物館で開催されている「競馬法100周年記念特別展 伝統の天皇賞 〜日本競馬のあゆみとともに〜」を鑑賞した。優勝したイクイノックスのクリストフ・ルメール騎手は馬上から、同馬の厩務員と共に最敬礼を行った。

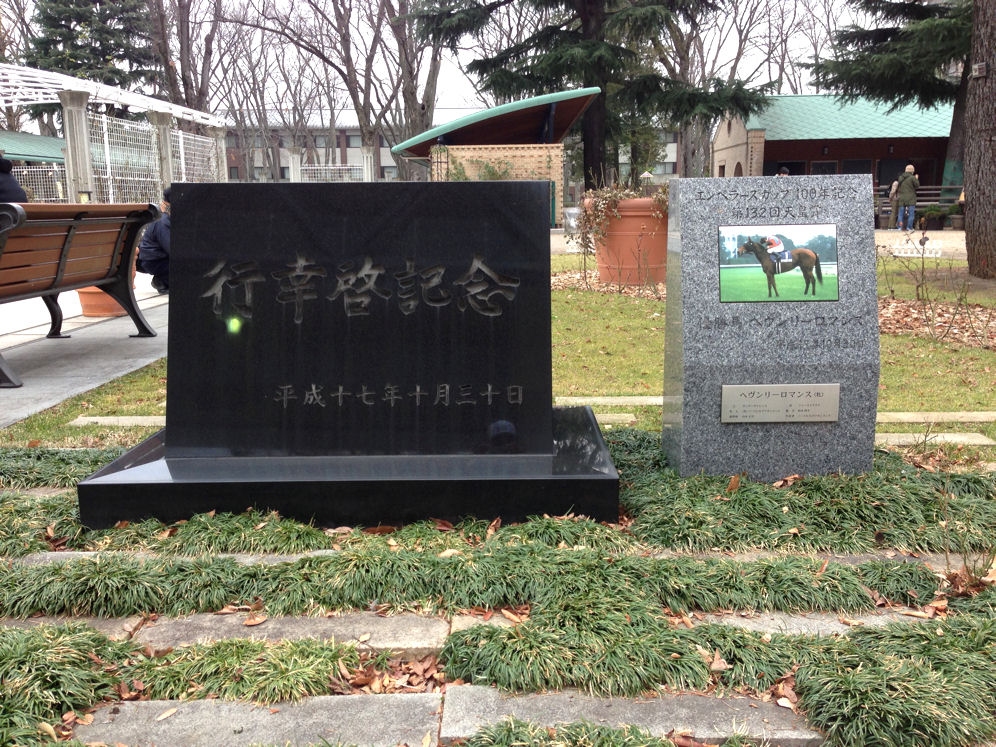
第132回競走への天皇・皇后行幸啓を記念する碑
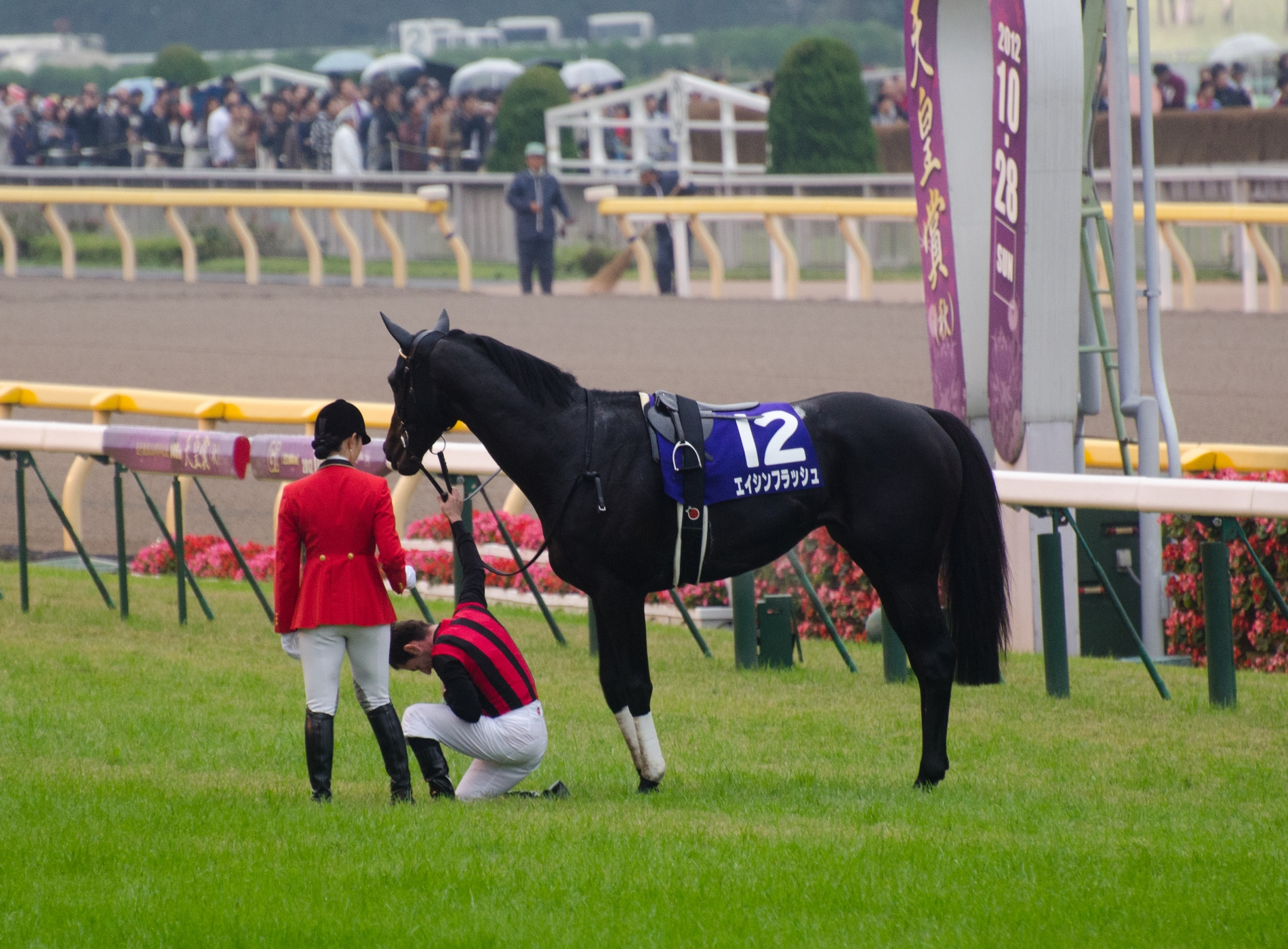
天覧競馬となった第146回天皇賞(秋)を優勝後、本馬場で下馬し貴賓席に最敬礼するミルコ・デムーロ